# Icosathlon

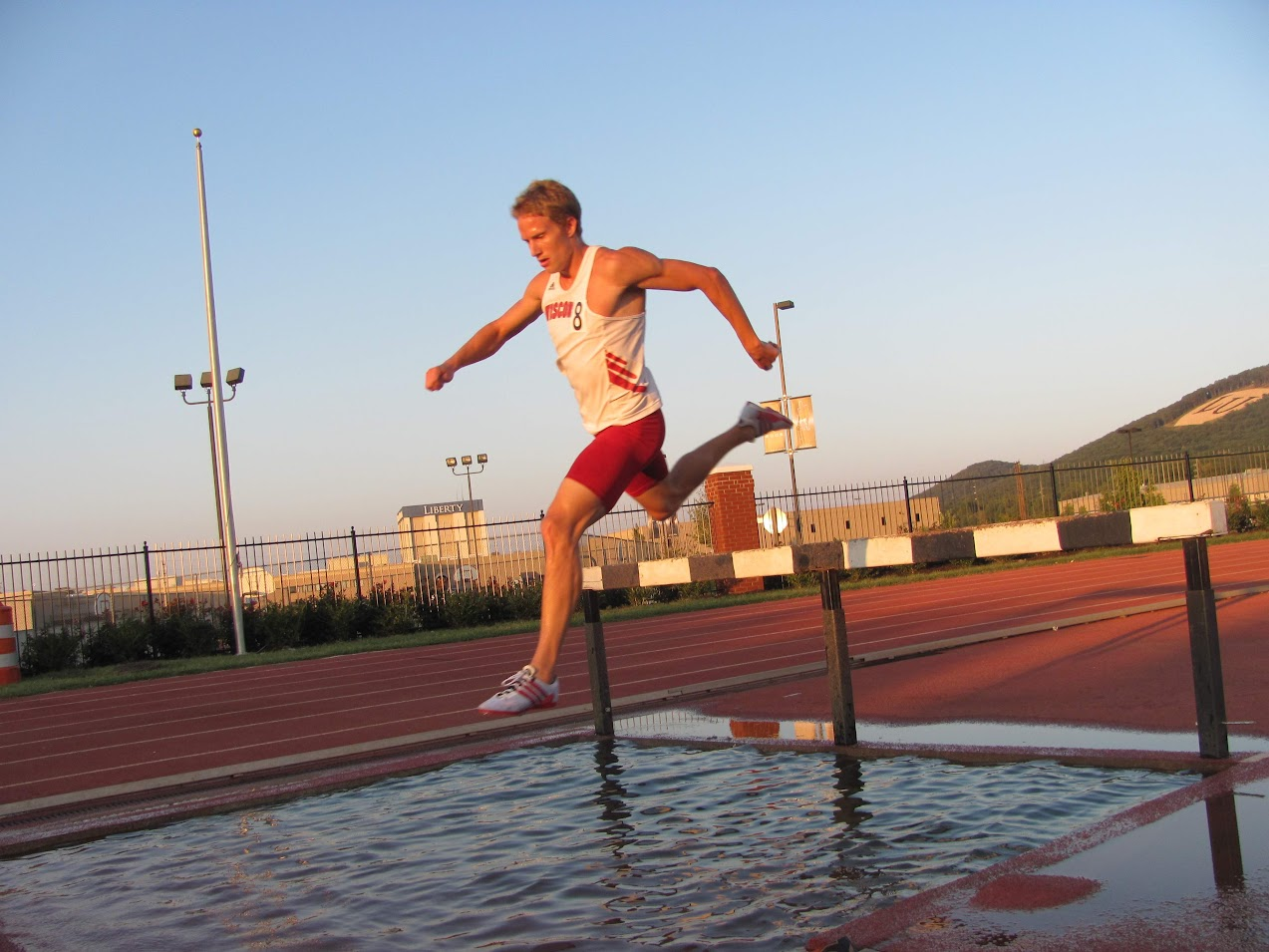
Joseph Detmer

 (mai 2011).
Si vous disposez d'ouvrages ou d'articles de référence ou si vous connaissez des sites web de qualité traitant du thème abordé ici, merci de compléter l'article en donnant les références utiles à sa vérifiabilité et en les liant à la section « Notes et références ».
En Athlétisme, l'icosathlon (aussi appelé double décathlon) est une compétition d'athlétisme comprenant vingt disciplines constituées de douze courses (100 m, 200 m, 400 m, 800 m, 1 500 m, 3 000 m, 5 000 m, 10 000 m, 110 m haies, 200 m haies, 400 m haies et 3 000 m steeple), quatre sauts (hauteur, perche, longueur et triple) et quatre lancers (poids, disque, marteau et javelot). Une règle précise qu'il doit y avoir une pause d'une heure par jour. La plupart du temps, l'icosathlon se déroule sur deux jours, mais il peut se dérouler sur un seul jour.

## Description de la compétition
Le premier jour d'un icosathlon comprend :
- 100 mètres
- Saut en longueur
- 200 mètres haies
- Lancer du poids
- 5 000 mètres
- pause
- 800 mètres
- Saut en hauteur
- 400 mètres
- Lancer du marteau
- 3000 mètres steeple

Le deuxième jour d'un icosathlon comprend :
- 110 m haies
- Lancer du disque
- 200 mètres
- Saut à la perche
- 3 000 mètres
- pause
- 400 m haies
- Lancer du javelot
- 1 500 mètres
- Triple saut
- 10 000 mètres

Chaque discipline rapporte un nombre de points en rapport avec la table du décathlon ou, pour les disciplines non comprises dans le décathlon, la table de l'IAAF. À la fin de l'icosathlon, le compétiteur qui possède le plus de points gagne la compétition.

## Records
Le record du monde d'icosathlon est de 14571 points et est détenu par Joseph Detmer (en) (États-Unis) les 23 et 24 septembre 2010 à Lynchburg (États-Unis).
| Discipline       | Performance    |
| ---------------- | -------------- |
| 100 m            | 10 s 93        |
| Longueur         | 7,30 m         |
| 200 mètres haies | 24 s 25        |
| Poids            | 12,27 m        |
| 5 000 m          | 18 min 25 s 32 |
| 800 m            | 2 min 02 s 23  |
| Hauteur          | 1,98 m         |
| 400 m            | 50 s 43        |
| Marteau          | 31,82 m        |
| 3 000 m steeple  | 11 min 22 s 47 |
| 110 m Haies      | 15 s 01        |
| Disque           | 40,73 m        |
| 200 m            | 22 s 58        |
| Perche           | 4,85 m         |
| 3 000 m          | 10 min 25 s 49 |
| 400 m haies      | 53 s 83        |
| Javelot          | 51,95 m        |
| 1 500 m          | 4 min 26 s 66  |
| Triple saut      | 13,67 m        |
| 10 000 m         | 40 min 27 s 26 |
| Icosathlon       | 14571 points   |
| Décathlon        | 9126 points    |

Le record du monde en un seul jour est détenu par Frédéric Xhonneux (12 363 points), réalisé à Heiloo le 28 juin 2015.
Le record du monde féminin est de 11653 points et est détenu par Lauren Kuntz (USA) les 22 et 23 juillet 2023 à Pittsburgh, PA (USA).
Le record de France est détenu par le bisontin Baptiste Scalabrino, 12 042 points réalisés les 8 et 9 juillet 2023 aux championnats du monde de Turnhout en Belgique.
Les dames pratiquent également le tétradécathlon (14 épreuves). Le record du monde est détenu par Kelo Milla (FIN) avec 10798 points réalisé à Turku (FIN) les 7 et 8 septembre 2002.